# Renaissances (revue)
Pour les articles homonymes, voir Renaissance (homonymie).
Renaissances est une ancienne « revue mensuelle de politique générale » fondée à Alger en 1943, ayant paru trente mois jusqu'en 1946.

## Histoire
La revue est fondée par Paul-Émile Viard, doyen de la faculté de droit d'Alger. Parmi les quelque 300 auteurs, pour la plupart écrivains ou enseignants en exil, on relève quelques plumes célèbres : Raymond Aron, Claude Aveline, Albert Camus, René Capitant, Aimé Césaire, Jacques Decour, Le Corbusier, René Pleven, Emmanuel Roblès, Jules Roy, Alfred Sauvy, Léopold Sédar Senghor, Philippe Soupault, Le Corbusier, F. Scott Fitzgerald, William Somerset Maugham.